# Джордж Лукас
Джордж Лу́кас (англ. George Walton Lucas, Jr.; *14 травня 1944, Модесто, Каліфорнія) — американський кінорежисер, сценарист та продюсер, автор «Зоряних війн» та «Індіани Джонса», колишній голова компанії Lucasfilm Ltd. Лукас є одним з найбільш комерційно успішних режисерів світу.
Джордж Лукас є також персонажем пародійного фільму «Закоханий Джордж Лукас».

## Біографія
Народився 14 травня 1944 року в м. Модесто (Каліфорнія) в строго методистській родині. Пізніше Джордж підпав під вплив публікацій «джедаїв знання», які засновані на східних релігійних практиках — філософії даосизму, буддизму і синтоїзму. Сам Джордж стверджує, що він є «буддист-методист».
Мати Дороті Лукас (до шлюбу Бомбергер, 1913—1989), батько, Джордж Волтон Лукас Старший (1913—1991), володів магазином друкарських товарів, який Лукас-молодший мусив наслідувати.
Джордж з дитинства цікавився технікою, особливо автомобілями та автогонками. У школі особливих успіхів не проявляв, тому що заняття здавалися йому нудними. Проте все одно хотів продовжити свою освіту в одній із мистецьких шкіл, але батько був проти. Закінчив кінофакультет Університету Південної Каліфорнії. За короткометражний фільм «THX 1138» отримав Гран-прі Національного фестивалю студентських фільмів (1967). Після університету пройшов по конкурсу в телекомпанію «Warner Bros».
Перший повнометражний фільм Лукаса «THX 1138», (1971) спродюсованний Френсісом Фордом Копполою за 750 000 доларів, і заснований на однойменному студентському 20-хв. фільмі Лукаса, не приніс йому фінансового успіху, хоча був прихильно прийнятий критиками.
«Американські графіті» (1973) — один з перших фільмів в дусі «ретро». Знятий знову за допомогою Копполи, і знову всього за $750 000, фільм став одним з чемпіонів 70-х років за касовими зборами.
Наступний (і найзнаменитіший) фільм «Зоряні війни» (1977) приніс Джорджу Лукасу світову славу.

## Фільмографія
| Рік         |    | Українська назва                                         | Оригінальна назва                                   | Роль                                                  |
| ----------- | -- | -------------------------------------------------------- | --------------------------------------------------- | ----------------------------------------------------- |
| 1965        | кф | Погляд на життя                                          | Look at Life                                        | режисер, сценарист                                    |
| 1966        | кф | Гербі                                                    | Herbie                                              | режисер, сценарист                                    |
| 1966        | кф | Фрайгайт                                                 | Freiheit                                            | режисер, сценарист                                    |
| 1966        | кф | 1:42.08                                                  | 1:42.08                                             | режисер, сценарист                                    |
| 1967        | кф | Імператор                                                | The Emperor                                         | режисер, сценарист                                    |
| 1967        | кф | Електронний лабіринт                                     | Electronic Labyrinth: THX 1138 4EB                  | режисер, сценарист                                    |
| 1967        | кф | Кожен, хто жив у місті Пріті Гау                         | Anyone Lived in a Pretty How Town                   | режисер, сценарист                                    |
| 1967        | кф | 6-18-67                                                  | 6-18-67                                             | режисер, сценарист                                    |
| 1968        | кф | Кінорежисер                                              | Filmmaker                                           | режисер, сценарист                                    |
| 1971        | ф  | THX 1138                                                 | THX 1138                                            | режисер, сценарист                                    |
| 1971        | кф | Створення фільму THX 1138                                | Bald: The Making of THX 1138                        | режисер                                               |
| 1973        | ф  | Американські графіті                                     | American Graffiti                                   | режисер, сценарист                                    |
| 1977        | ф  | Зоряні війни. Епізод IV. Нова надія                      | Star Wars                                           | режисер, сценарист, продюсер                          |
| 1978        | тф | Зоряні війни: Святковий спецвипуск                       | Star Wars Holiday Special                           | продюсер, автор                                       |
| 1979        | ф  | Більше американських графіті                             | More American Graffiti                              | продюсер                                              |
| 1980        | ф  | Кагемуся: Тінь воїна                                     | Kagemusha                                           | продюсер                                              |
| 1980        | ф  | Зоряні війни. Епізод V. Імперія завдає удару у відповідь | Star Wars Episode V: The Empire Strikes Back        | сценарист, продюсер                                   |
| 1981        | ф  | Жар тіла                                                 | Body Heat                                           | продюсер                                              |
| 1981        | ф  | Індіана Джонс: У пошуках втраченого ковчега              | Raiders of the Lost Ark                             | сценарист, продюсер                                   |
| 1983        | ф  | Зоряні війни. Епізод VI. Повернення джедая               | Star Wars Episode VI: Return of the Jedi            | сценарист, продюсер                                   |
| 1983        | ф  | Двічі                                                    | Twice Upon a Time                                   | продюсер                                              |
| 1984        | ф  | Індіана Джонс і Храм Долі                                | Indiana Jones and the Temple of Doom                | продюсер                                              |
| 1984        | тф | Караван мужності: Пригоди евоків                         | The Ewok Adventure                                  | продюсер, сценарист, автор                            |
| 1985        | ф  | Латино                                                   | Latino                                              | продюсер                                              |
| 1985        | ф  | Місіма: життя у чотирьох розділах                        | Mishima: A Life in Four Chapters                    | продюсер                                              |
| 1985—1986   | мс | Дроїди Зоряних війн. Пригоди R2-D2 та C-3PO              | Star Wars Droids: The Adventures of R2-D2 and C-3PO | продюсер, автор                                       |
| 1985—1986   | мс | Евоки                                                    | Ewoks                                               | продюсер, автор                                       |
| 1985        | тф | Евоки: Битва за Ендор                                    | Ewoks: The Battle For Endor                         | продюсер, сценарист, автор                            |
| 1986        | ф  | Говард-качка                                             | Howard the Duck                                     | продюсер                                              |
| 1986        | ф  | Лабіринт                                                 | Labyrinth                                           | продюсер                                              |
| 1986        | ф  | Поваккатсі                                               | Powaqqatsi                                          | продюсер                                              |
| 1988        | ф  | Вілоу                                                    | Willow                                              | сценарист, продюсер                                   |
| 1988        | ф  | Такер: чоловік та його мрія                              | Tucker: The Man and His Dream                       | продюсер                                              |
| 1988        | ф  | Земля до початку часів                                   | The Land Before Time                                | продюсер                                              |
| 1989        | ф  | Індіана Джонс і останній хрестовий похід                 | Indiana Jones and the Last Crusade                  | сценарист, продюсер                                   |
| 1991        | ф  | Капітан Гак                                              | Hook                                                | актор (чоловік, що цілує міст)                        |
| 1992 — 1996 | с  | Хроніки молодого Індіани Джонса                          | The Young Indiana Jones Chronicles                  | продюсер                                              |
| 1994        | ф  | Поліцейський з Беверлі-Гіллз 3                           | Beverly Hills Cop III                               | актор (розчарований чоловік)                          |
| 1994        | ф  | Вбивства на радіо                                        | Radioland Murders                                   | сценарист, продюсер                                   |
| 1999        | ф  | Зоряні війни. Епізод I. Прихована загроза                | Star Wars Episode I: The Phantom Menace             | режисер, сценарист, продюсер                          |
| 2002        | ф  | Зоряні війни. Епізод II. Атака клонів                    | Star Wars Episode II: Attack of the Clones          | режисер, сценарист, продюсер                          |
| 2003        | тф | Журнал мод                                               | Just Shoot Me                                       | актор у ролі самого себе                              |
| 2005        | ф  | Зоряні війни. Епізод III. Помста ситхів                  | Star Wars Episode III: Revenge of the Sith          | режисер, сценарист, продюсер, актор (Барон Параноїда) |
| 2008        | ф  | Індіана Джонс і королівство кришталевого черепа          | Indiana Jones and the Kingdom of the Crystal Skull  | сценарист, продюсер                                   |
| 2008        | ф  | Зоряні війни. Війни клонів                               | Star Wars: The Clone Wars                           | продюсер                                              |
| 2012        | ф  | Червоні хвости                                           | Red Tails                                           | продюсер                                              |
| 2015        | мф | Дивна магія                                              | Strange Magic                                       | сценарист, продюсер                                   |